# Vilho Lampi
Pour les articles homonymes, voir Lampi.
Vilho Henrik Lampi (né le 19 juillet 1898 à Oulu – mort le 17 mars 1936 à Oulu) est un peintre finlandais. Il est surtout connu pour ses autoportraits et ses peintures des paysages et des habitants de Liminka,.

## Biographie
Vilho Lampi est né à Oulu et a vécu la plus grande partie de sa vie à Liminka.
De 1921 à 1925, il étudie à l’académie des beaux arts puis il repart vivre à Liminka.
Lampi se suicide en se jetant d’un pont dans le fleuve Oulujoki en visitant Oulu.
Liminka abrite le musée Vilho Lampi (fi) consacré à son œuvre.

## Œuvres principales
| Nom                                 | Année     | Format           | Lieu                           | Lien   |
| ----------------------------------- | --------- | ---------------- | ------------------------------ | ------ |
| Pokkasakki                          | 1929      | 117 × 126 cm     | Musée d'art d'Oulu             | [ 3 ]  |
| Iänkaikkinen ikävä                  | 1930      | 35 × 49 cm       | Musée d'art d'Oulu             | [ 4 ]  |
| Viinankeittäjät                     | 1930      | 136 × 164 cm     | Musée d'art d'Oulu             | [ 5 ]  |
| Hevoshuijarit                       | 1930      | 187 × 136 cm     | Musée d'art d'Aine (fi)        | [ 6 ]  |
| Sianhirtto                          | 1930      | 101 × 107 cm     | Collection privée              | [ 7 ]  |
| Mestaaja                            | 1930      | 91,5 × 91,5 cm   | Musée d'art d'Oulu             | [ 8 ]  |
| Itsemurhaaja                        | vers 1930 |                  | Musée d'art d'Aine (fi)        | [ 9 ]  |
| Siltatanssit                        | 1930      | 82 × 96 cm       | Ateneum                        | [ 10 ] |
| Pitäjän keisari                     | 1930      | 108 × 104 cm     | Musée Vilho Lampi (fi)         | [ 11 ] |
| Omakuva                             | 1930      | 149 x 84 cm      | Collection privée              | [ 12 ] |
| Yö Retuperällä                      | 1930      | 47 × 61 cm       | Collection privée              | [ 13 ] |
| Ikkuna Pariisista                   | 1931      | 61 × 48 cm       | Musée Vilho Lampi (fi)         | [ 14 ] |
| Sininen ämpäri                      | 1931      | 69,5 × 56 cm     | Kaleva                         | [ 15 ] |
| Omakuva                             | 1932      | 81,5 × 54 cm     | Musée d'art de Turku           | [ 16 ] |
| Maija ja ruusu                      | 1932      | 72 × 56 cm       | Musée d'art d'Oulu             | [ 17 ] |
| Asetelma                            | 1933      | 44,50 × 51,00 cm | Ateneum                        | [ 18 ] |
| Tyttö jään reunalla (Lapsifantasia) | 1933      | 36,5 × 47 cm     | Collection privée              | [ 19 ] |
| Gramofoni                           | 1933      |                  | Musée d'art moderne de Tampere | [ 20 ] |
| Liminganjoki                        | 1934      | 44 × 62,5 cm     | Musée d'art d'Helsinki         | [ 21 ] |
| Raita                               | 1934      | 44 × 62 cm       | Ateneum                        | [ 22 ] |
| Omakuva                             | 1934      | 43 × 65,5 cm     | Musée Vilho Lampi (fi)         | [ 23 ] |
| Äidin haudalla                      | 1934      | 197 × 137 cm     | Musée d'art d'Oulu             | [ 24 ] |
| Saunan katto                        | 1935      | 55 × 69 cm       | Ateneum                        | [ 25 ] |

## Galerie photographique

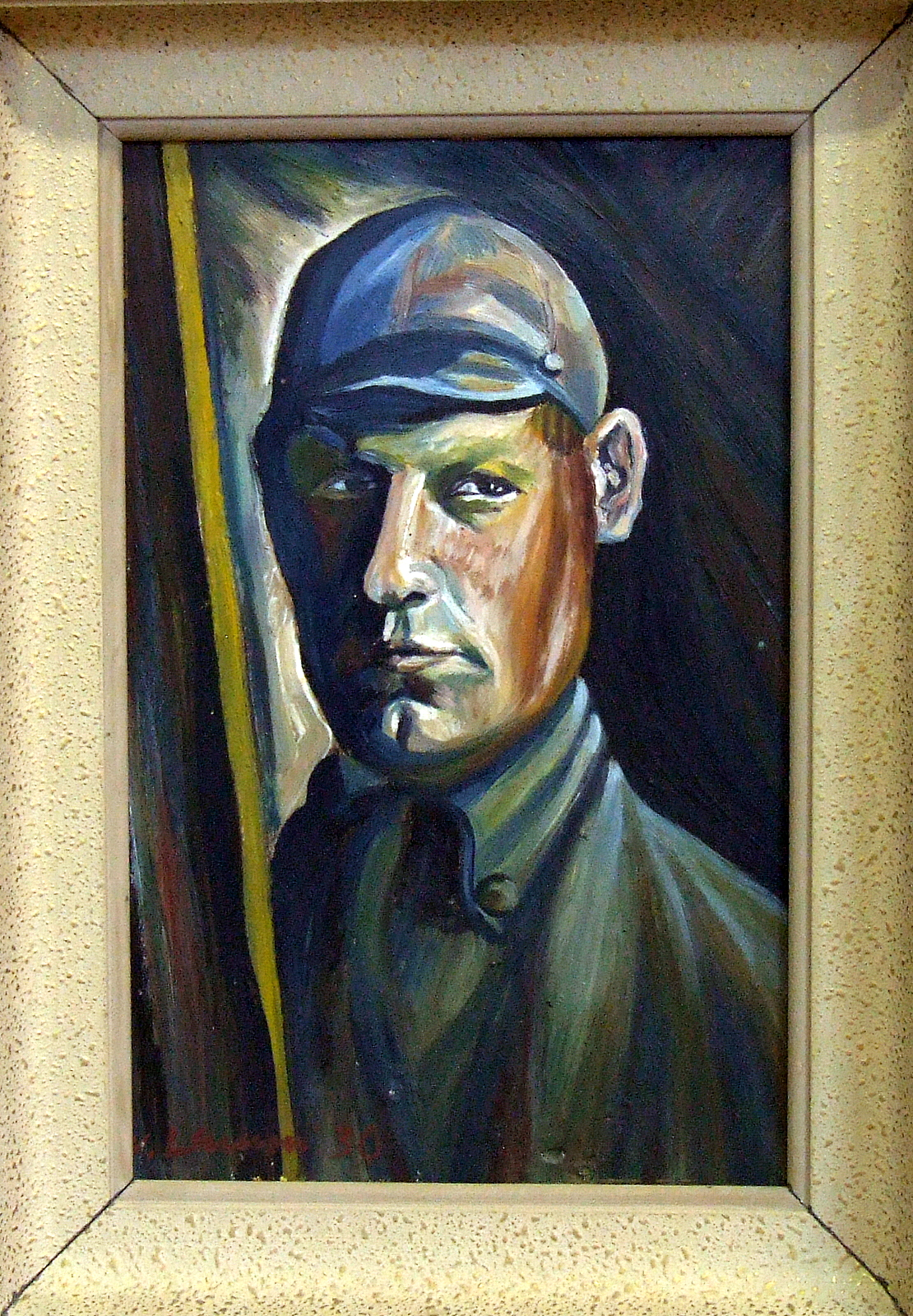
Autoportrait, 1930.
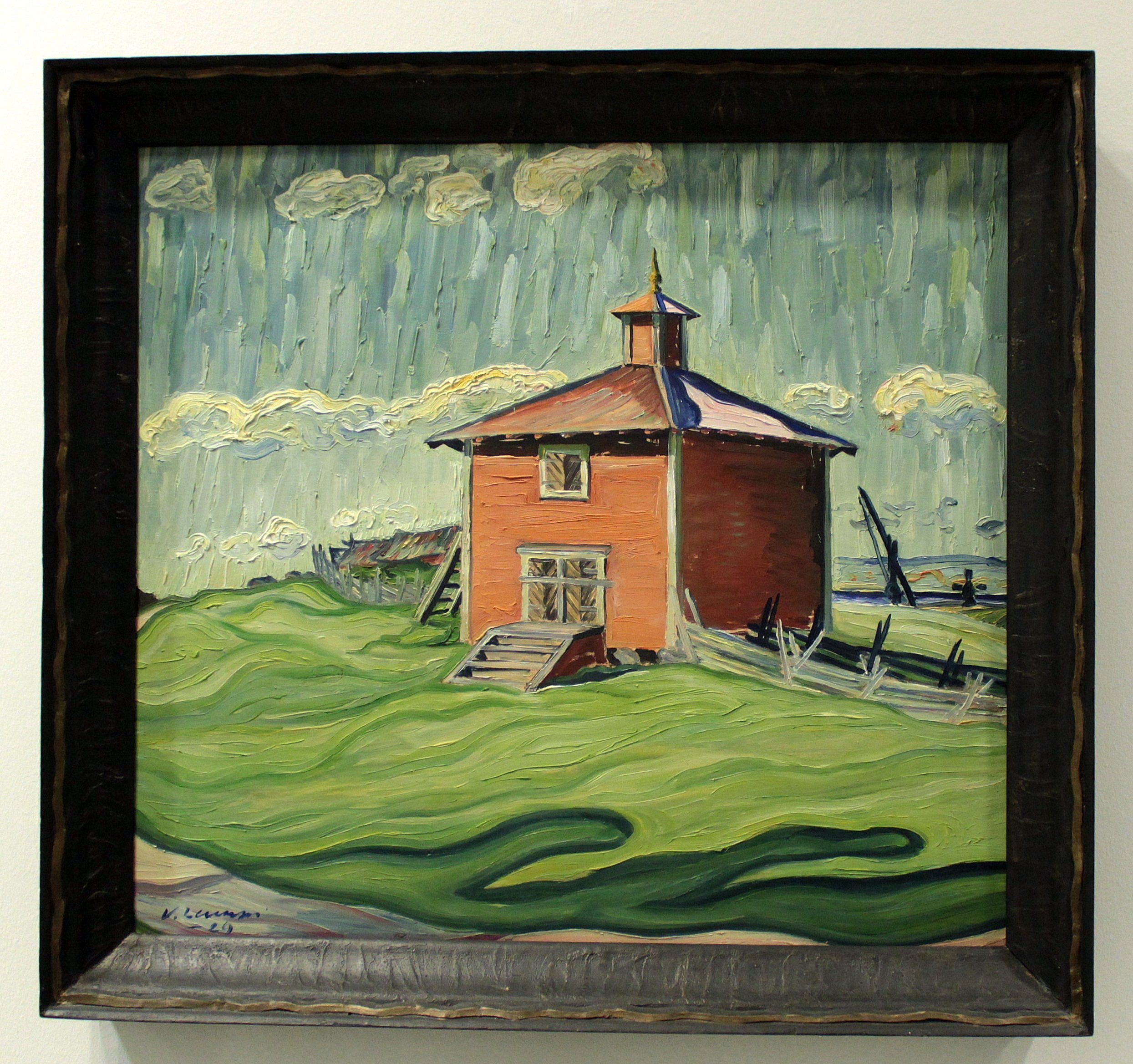
Grenier, 1929.
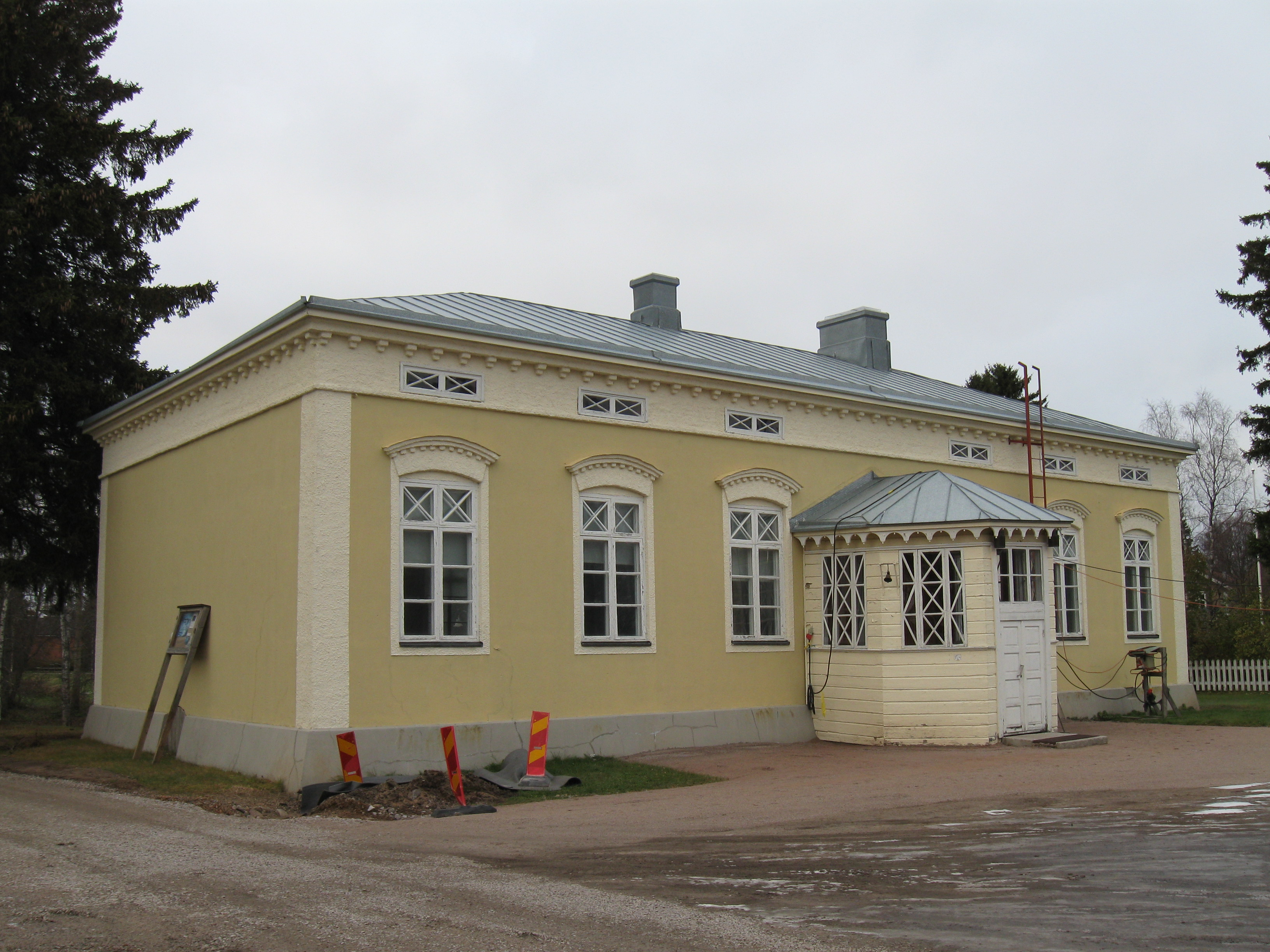
Le musée Vilho Lampi à Liminka

## Source
- (en) Cet article est partiellement ou en totalité issu de l’article de Wikipédia en anglais intitulé « Vilho Lampi » (voir la liste des auteurs).

- (fi) « Vilho Lampi, peintre finlandais » (consulté le 28 novembre 2013)
- (fi) « tuotanto », Musée d'art d'Oulu (consulté le 28 novembre 2013)